# Alberto Malesani
Alberto Malesani (ur. 5 czerwca 1954 w Weronie) – włoski trener piłkarski, piłkarz.